# Boris Vukčević
Boris Vukčević (ur. 16 marca 1990 w Osijeku) – niemiecki piłkarz występujący na pozycji pomocnika w klubie TSG 1899 Hoffenheim.

## Kariera
23 maja 2009 roku zadebiutował w 1. Bundeslidze w spotkaniu przeciwko FC Schalke 04.